# 日産・トレード
トレード（Trade）は、エブロ・モーター・イベリカにより1976年から1986年にかけて、日産・モーター・イベリカにより1986年から2001年にかけてスペインにて生産された小型商用車である。トレードは欧州市場でのみ販売された。エブロ・Fシリーズの後継車であり、スペイン市場でのみ販売されたアルファロメオ・ロメオバンのバッジエンジニアリング車である。アヴィアの親会社であるAISAにより設計され、当初はエブロとアヴィアの両ブランドにて販売された。アヴィアは1977年にエブロに買収され、日産自動車は1979年にエブロの株式を取得した。日産自動車は1982年にエブロの株式の半数以上を取得し、アヴィアブランドを廃止した。これにより、エブロ・Fシリーズは1985年に英国市場にて日産エブロ・トレードとして発売された（エブロのエンブレム付）。1986年にビッグマイナーチェンジを実施し、エブロのエンブレム等は廃止され、単に日産・トレードとして販売された。

## エブロ/アヴィア
デザインは、当初正方形で四角形を基調とするシンプルな物であった。エンジンはパーキンス製ディーゼルで、モーター・イベリカ（エブロ）によりスペインにてライセンス生産された。バンの設計を担当したアヴィアビークルは、自社工場にてアヴィア・1000/1250/2000（由来は最大積載量）として生産した。エブロではエブロ・F260/F275/F350と呼称された。初期設計では、ドライブトレインとエンジンオプションが異なるものの、エブロ・F108と同一のシャシをベースとした。相違点はエンブレムとグリルインサートのみであった。
ヘビーデューティ仕様には後輪駆動、ライトデューティ仕様には前輪駆動が採用された。ライトデューティ仕様には47ps（35kW）を発揮する1.8Lパーキンス・4.108型が、ヘビーデューティ仕様てエブロ・F350とアヴィア・2000には65.5ps（48kW）を発揮する2.7Lパーキンス・4.165型が搭載された。
1984年に「JX」アップデートプログラムの完了に伴い、ヘッドランプを角形2灯式へ変更し、ブラックプラスチックを備えたマイナーチェンジモデルが発表された。日産自動車製エンジンも搭載され、従来のパーキンス製エンジンに代替する58ps（43kW）を発揮する2.0L LD20II型、またはパーキンス・4.165型の日産自動車による派生型が搭載された。この派生型はA428型と呼称され、排気量は2.8L（2,820cc）に拡大され、ヘッドが改良された（スワールチャンバー設計である事に変わりはないが、日産製スロートが採用され、出力は68ps（50kW）に向上した）。2.0Lガソリン車も一部の欧州市場で販売された。また、英国市場向けの右ハンドル車の開発された。英国市場では当初、エンジンはLD20II型のみの設定であった。一部ではパワー不足との評価も見られたが、車両総重量を1,525kg（3,362ポンド）の基準値以下に抑える必要があったため、2.8Lディーゼルは搭載不可であった。英国市場では日産自動車によりエブロ・トレードとして販売され、内外装にもエブロのエンブレム等が装着された。日産自動車の名前は広告にのみ使用され、報道においてもしばしば使用された。

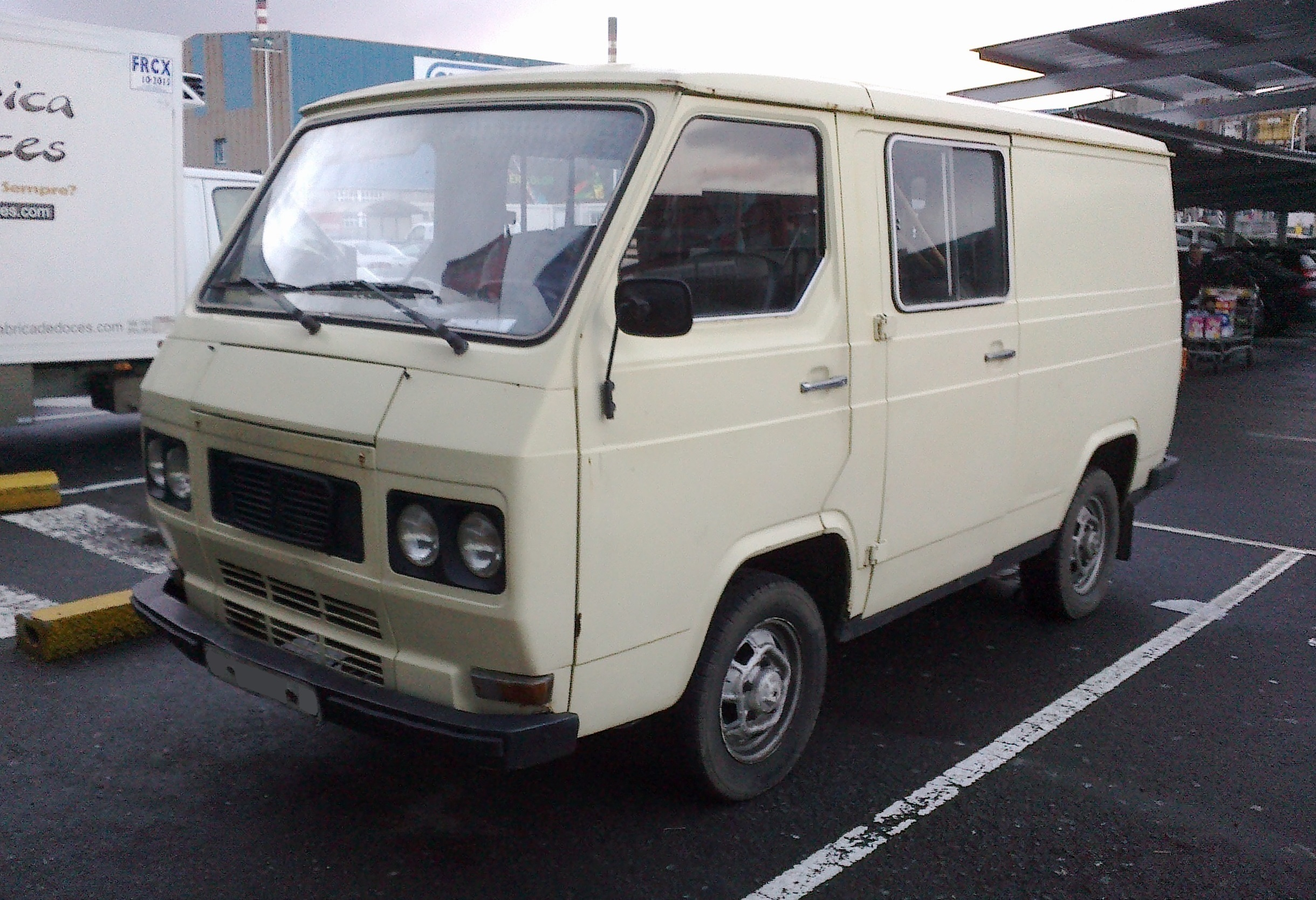
1980年式アヴィア・1000/1250/2000
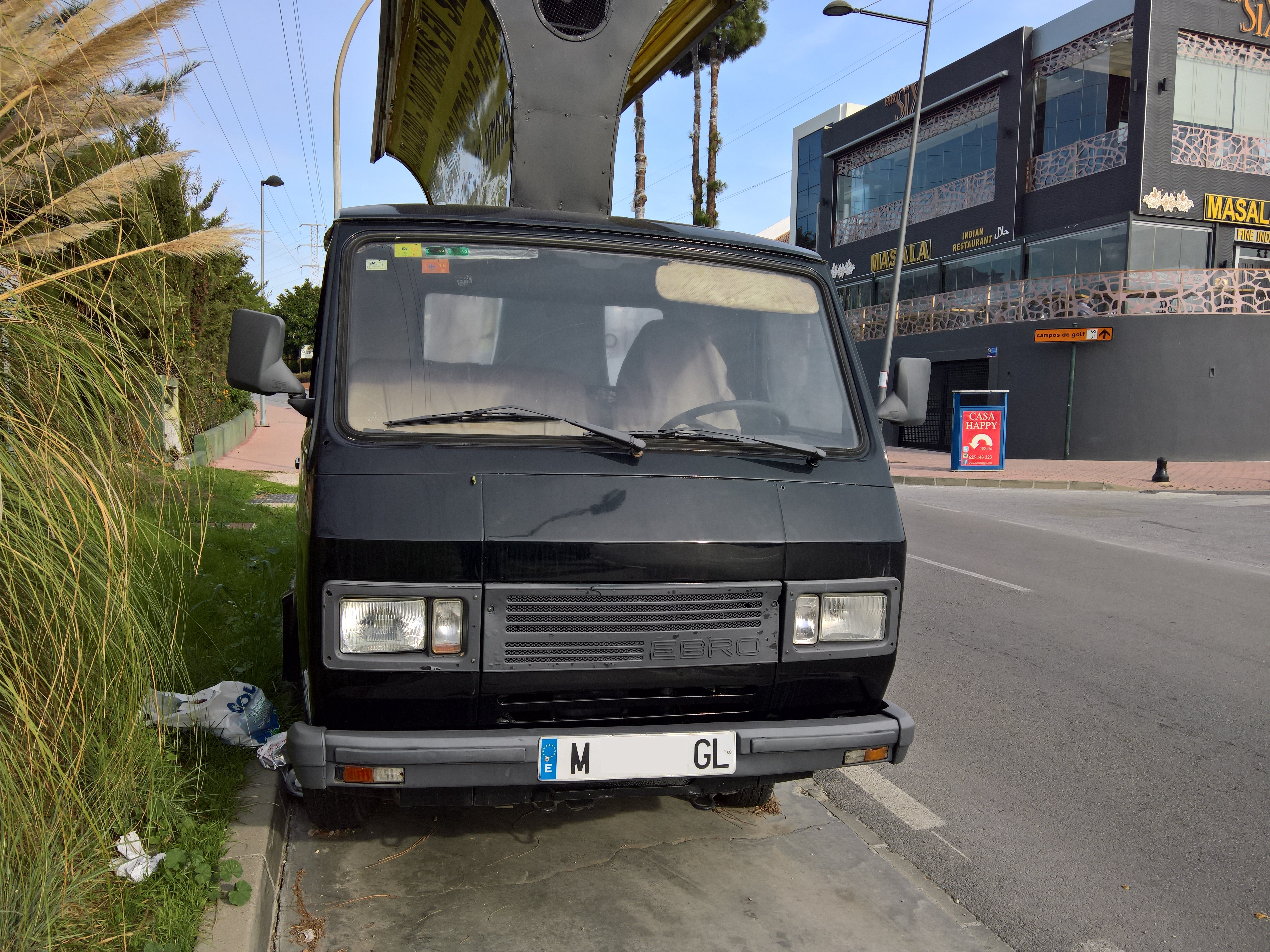
1985年式エブロ・Fシリーズ

## 日産・トレード（PF型）
1986年にJXトレードのデザインは再度一新された。コードネームはPFであり、エンジンはLD20II E型とA428II型を搭載し、より快適性を追求したインテリア、幾何学的なエクステリアとラップアラウンド・ターン・シグナルを採用するなどの変更が加えられた。エブロの名称は、アンドラ市場などの一部市場ではそのまま使用されたが、ほとんどの市場では廃止となった。ボディはバンとキャブ付シャシの両方が用意されたが、主にバンはスペイン市場で販売され、キャブ付シャシは輸出された。また、装備を簡素化し、スライドドアではなくスイングリーフサイドドアを採用したトレードバンも用意された。また、全面ガラス張りを採用した9人乗りのトレードコンビや、ハイルーフのトレードラルゴも用意された。
1989年12月に再度マイナーチェンジを実施し、キャラクターラインが変更され、フロントに設置される日産自動車のエンブレムが中央から右側へ移設された。
1991年にポダデラ・デザインのスペイン人工業デザイナー、フランシスコ・ポダデラにより、TCと呼称されるマイナーチェンジが実施された。ターンシグナル組み込み式大型クリアラップアラウンド・ヘッドランプを採用したオーソドックスなフロント・トリートメントと、モダンなインテリアを採用した。しかし、そのデザインと装備（1990年代はエアバッグとABSは非装備）により、輸出先である欧州市場では好調な販売は見込めなかった。また、パワーステアリングはオプションとして用意された。
1993年に86馬力を発揮する2.8L RD28型ターボディーゼル搭載車がオプション設定された。同時期、日産自動車はルノーとの合弁事業に参入し、トレードの後継車としてルノー・マスターのOEM車である日産・インタースターの生産を開始したが、一部市場ではトレードも人気が高かったため、トレードも2001年まで並行生産された。

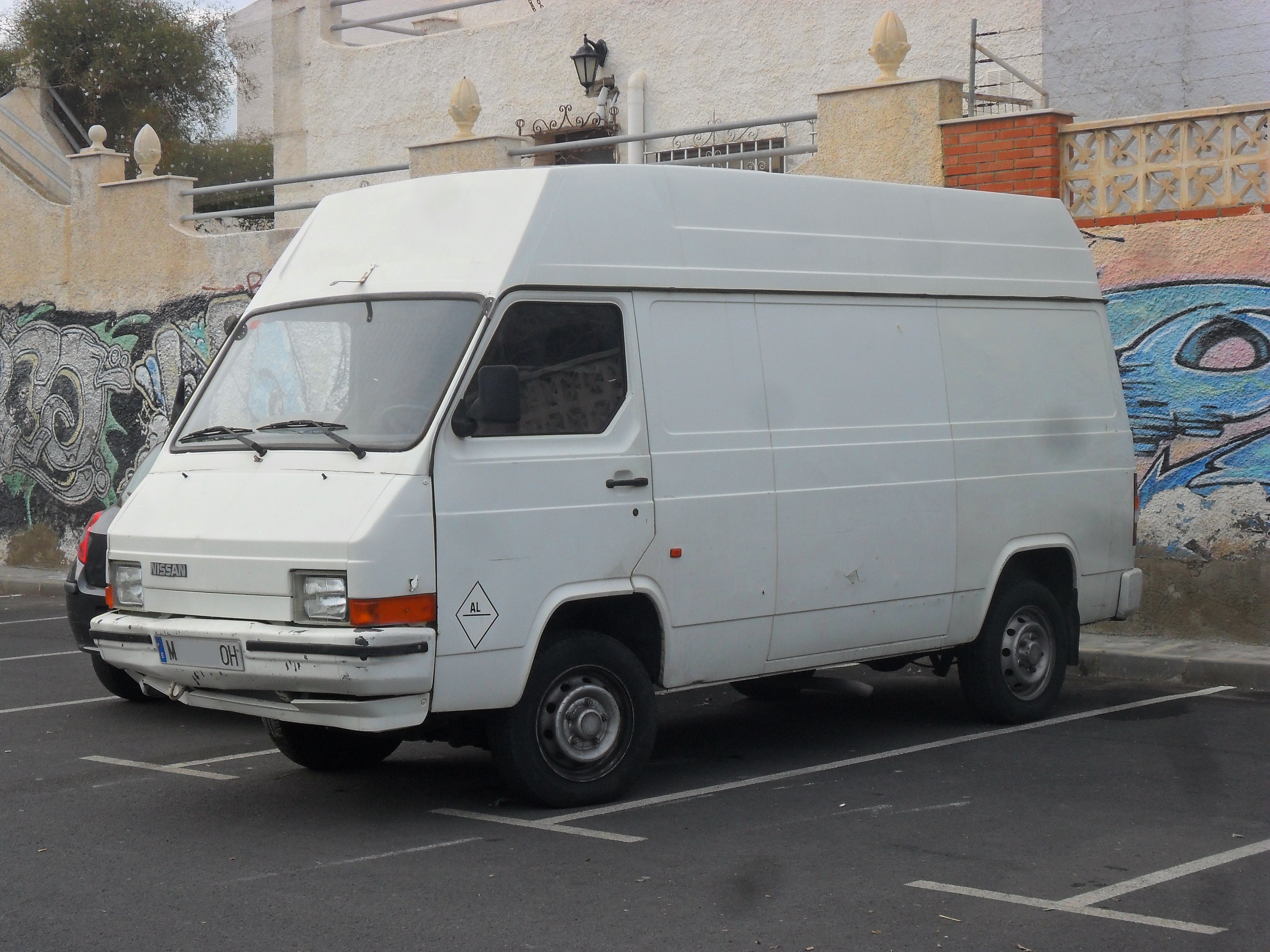
日産・トレードラルゴ ハイルーフ（1989年 - 1992年式）
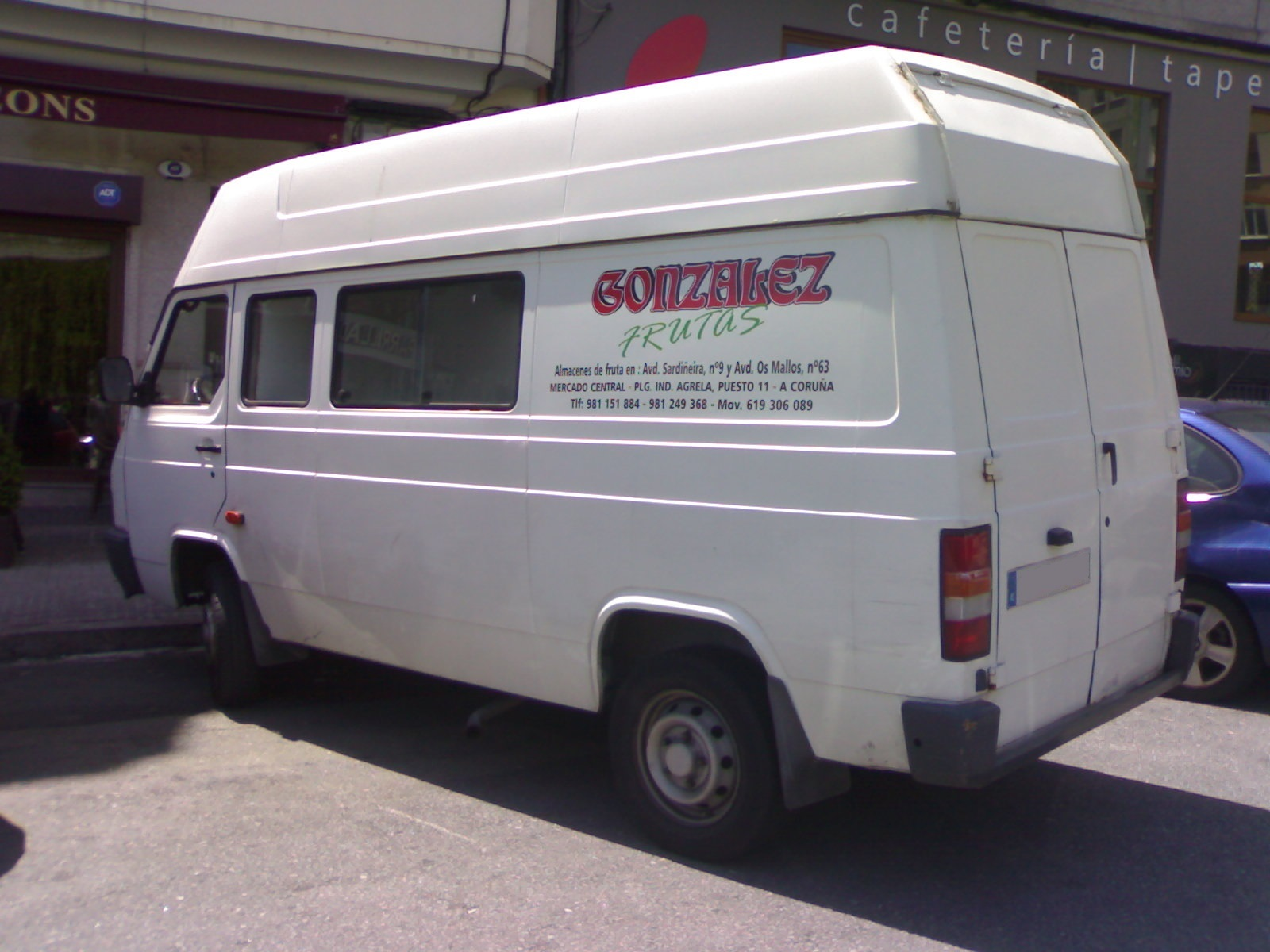
トレードよりホイールベースが長く取られたトレードラルゴは、フロントドア後方にもサイドウィンドウを装備する。
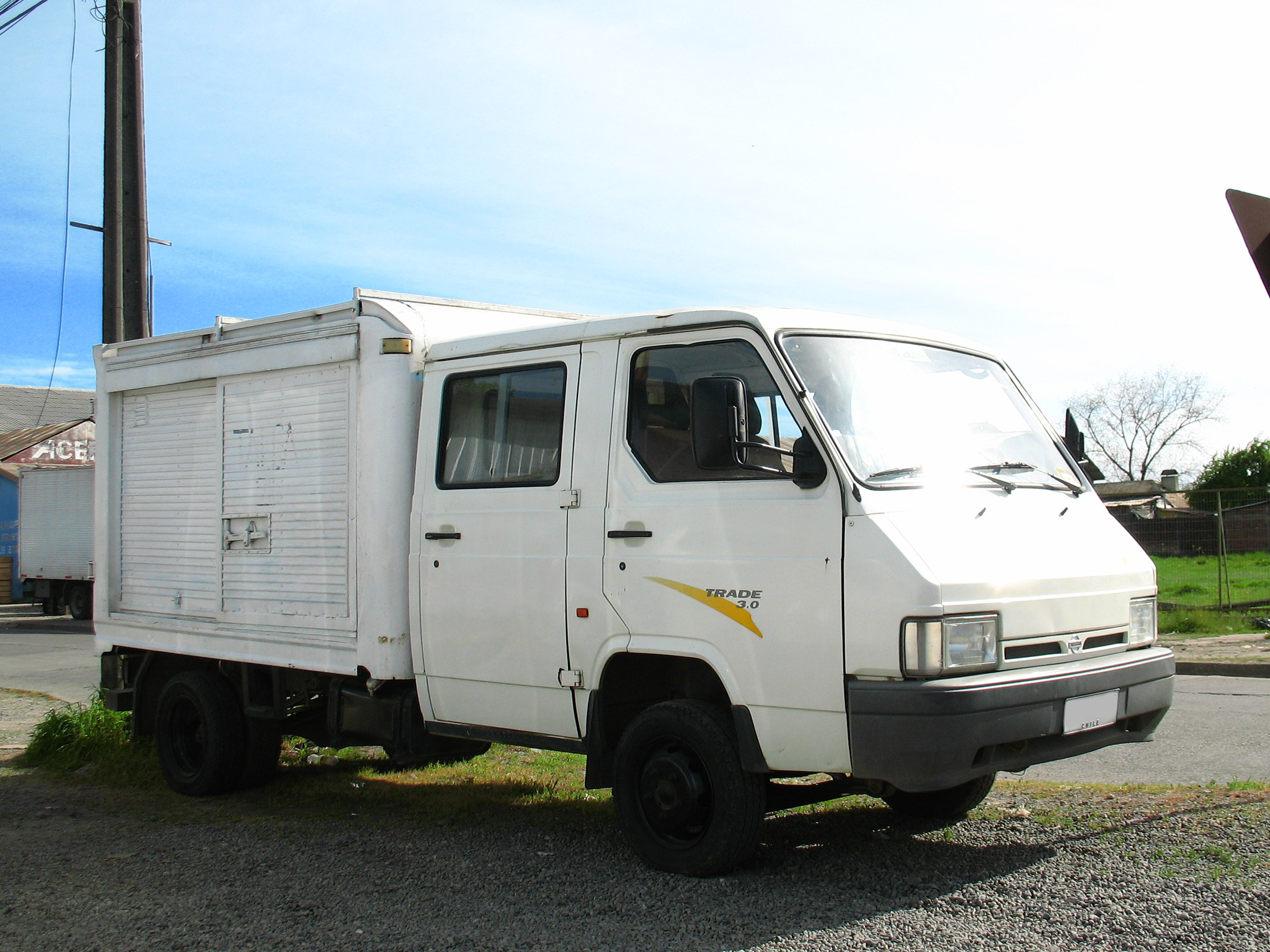
1996年式トレード3.0 クルーキャブ

## 車名の由来
トレードは交換や売買、つまり「貿易」を意味する。